# Hasan Kikić
Hasan Kikić (20. srpna 1905 Gradačac, Bosna a Hercegovina – 6. května 1942 na hoře Čemernici, Nezávislý stát Chorvatsko) byl bosenskohercegovský prozaik bosňáckého původu.

## Biografie
Přišel na svět jako neplánované dítě nuzného páru, jenž tvořil Haso a Munira Kikićovi. Po narukování otce do první světové války roku 1916, konkrétně na italskou frontu, musel živit rodinu jako honák dobytka. V letech 1919–1922 studoval na Vyšší chlapecké škole v Derventě, odkud byl pro neshody s pedagogickým sborem vyloučen. Společně s Ilijou Grbićem (1906–1943), později levicovým spisovatelem a partyzánem, tehdy organizoval nepovolenou studentskou stávku. Nakonec roku 1926 odmaturoval na učitelské škole v Záhřebu. V chorvatské metropoli uveřejnil i svá první díla, báseň Pjesma bolesne djevojke (Píseň nemocné dívky, Záhřeb 1926, čsp. Vijenac) a povídku Kraj pušnica (Vedle udírny, Záhřeb 1927, čsp. Vijenac).
Po škole pracoval nejprve jako učitel ve vsi Hajdarevići u bosenského městečka Zavidovići, v letech 1928–1932 vykonával stejnou profesi v obcích Rogatica a Ustiprača. V Rogatici poznal učitelku srbského původu Ankou Jovanovićovou, s níž se brzy oženil. V touze po vysokoškolském vzdělání během jediného školního roku (1931–1932) složil všechny zkoušky sedmiletého Prvního chlapeckého gymnázia v Sarajevu. Namísto na univerzitu ale odešel do Chorvatska, kde v letech 1932–1936 působil jako učitel v obci Gornji Sjeničak a nato mezi léty 1936 a 1940 ve vsi Pisarovina. Nicméně svého snu se nehodlal vzdát, a tak nejprve složil maturitu na gymnáziu, a poté v letech 1934–1938 absolvoval právnickou fakultu v Bělehradě.
Na přelomu 20. a 30. let se Kikić plně věnoval umělecké tvorbě, psal zejména básně a povídky do časopisů Gajret, Pregled, Mlada Bosna, Novi behar, Novi čovjek, Literarna štampa a Bosanska pošta. V této době se hlouběji seznámil s marxistickými myšlenkami, které ho nadchly a současně přivedly do intenzivního kontaktu s chorvatskými a bosenskohercegovskými levicovými intelektuály Miroslavem Krležou, Augustem Cesarcem, Krstou Hegedušićem, Vasou Bogdanovem, Jovanem Kršićem a Ognjenem Pricou. V Záhřebu roku 1937 s bosňáckými spisovateli Skenderem Kulenovićem a Safetem Krupićem poté založil levicový časopis Putokaz (Ukazatel), v jehož redakci měl hlavní slovo. V Chorvatsku vedl také aktivní spolkový život,na přelomu let 1940/1941 mimo jiné předsedal Chorvatskému muslimskému spolku (Hrvatsko muslimansko društvo, původně pod jménem Društvo zagrebačkih muslimana).
Roku 1940 Kikić začal pracovat jako odborný referent na Oddělení pro osvětu Chorvatské bánoviny v Záhřebu, ale kvůli svým levicovým postojům byl odvolán a umístěn do záhřebské základní školy v ulici Koturaška cesta (po roce 1945 nesla jeho jméno, dnes se zaštiťuje jménem Tina Ujeviće). Během německé invaze (1941) byl povolán do armády, ta ale po bleskovém postupu vojsk Osy kapitulovala a rozešla se domů. Po rozpadu Jugoslávie dostal umístěnku coby osvětový referent v bosenském Sanském Mostě. Od začátku druhé světové války tajně sympatizoval s komunistickým partyzánským hnutím, k němuž se přidal v únoru 1942. V řadách partyzánů po několika měsících bojů padl.
Hrob Hasana Kikiće byl po roce 1945 vybudován na partyzánském hřbitově ve středobosenském městečku Skender-Vakuf, dnes Kneževu.
Do literatury Kikić vstoupil jako povídkář a nadaný autor krátkých črt. Nejprve mu vyšla sbírka Provincija u pozadini (1935, volně přeloženo Život v týlu, doslovně Provincie v zázemí) a následně romány Ho-ruk (1936, Hejrup) a Bukve (1938, česky 1946 jako Vzpoura Kokinů), posmrtně pak další prózy. Jako partyzánský hrdina byl opakovaně poctěn souborným vydáním svého díla; nejprve ve třech svazcích (Sarajevo 1954–1955 a 1969), nato v pěti svazcích (Tuzla 1987).

## Dílo
- Provincija u pozadini (Provincie v zázemí, Zagreb 1935, Sarajevo 1981, 1986, 1989, 1991, Wuppertal 1994, Tuzla 2000), sbírka povídek
- Ho-ruk! (Hejrup, Zagreb 1936), román
- Bukve (Buky, Zagreb 1938), román, česky: Vzpoura Kokinů (Praha 1946)
- Lole i hrsuzi: fragmenti iz historije jedne Be-Ha čaršije (Flákači a chmatáci: střípky z dějin jedné béhá čtvrti, Sarajevo 1947, Gradačac 1974), krátké prózy
- Zgode o nasušnom hljebu (Příhody o chlebu vezdejším, Sarajevo 1947), krátké prózy
- Provincija u pozadini i druge prirovijetke (Provincie v zázemí a jiné povídky, Zagreb 1951), sbírka povídek
- Djela I–III (Spisy: Ho-ruk/Bukve, Provincija u pozadini/Pripovijetke, Pripovijetke/Pjesme, Sarajevo 1952–1955), sebrané spisy
- Carska goveda (Císařská hovádka, Beograd 1952, Gradačac 1973), krátké prózy
- Dedija: pripovijetke o životu bosanskog sela (Sarajevo 1953), krátké prózy
- Izabrana djela (Vybrané spisy: Proza, Sarajevo–Zagreb–Beograd 1967), vybrané spisy
- Izabrana djela I–III (Vybrané spisy: Pjesme/Pripovijetke/Kritike i polemike, ..., Bukve/Proza iz zaostavštine/Polemički zapisi/Predavanje, Sarajevo 1969), vybrané spisy
- Pripovijetke; Provincija u pozadini; Bukve; Lole i hrsuzi (Zagreb 1969), vybrané spisy
- Carska goveda i druge proze (Císařská hovádka a jiné povídky, Sarajevo 1981), krátké prózy
- Sabrana djela I–V (Sebrané spisy: Poezija/Književnokritički i publicistički članci, Pripovijetke, Provincija u pozadini, Ho-ruk, Bukve, Tuzla 1987)
- Provincija u pozadini (Provincie v zázemí, Sarajevo 1997, 1998, 2001, 2015), výbor z povídek ze stejnojmenné sbírky a dalších děl